# Pui de Migdia
El Pui de Migdia és una muntanya de 2.052 metres que es troba entre els municipis d'Alins i d'Esterri d'Àneu, a la comarca del Pallars Sobirà.